# آن إرليخ
آن إرليخ (بالإنجليزية: Anne H. Ehrlich)‏ (و. 1933  م) هي عالمة أحياء، وعالمة حشرات، وعالمة بيئة، وناشِطة، وأستاذة جامعية، وباحثة أمريكية.

## جوائز
حصلت على جوائز منها:
- جائزة تايلور للإنجاز البيئي (1998)
- جائزة هاينز [الإنجليزية]‏ (1995)